# Варницата
„Варницата“ е български телевизионен игрален филм от 1983 година на режисьора Марио Кръстев. Сценарист на филма е Христо Калчев. Оператор е Константин Занков, художник е Руси Дундаков, музиката е на Александър Бръзицов.
Филмът е направен по романа „Нежни вълци“ на Христо Калчев.

## Актьорски състав
| Роля                          | Изпълнител       |
| ----------------------------- | ---------------- |
| Сашо Сладкия, шофьор          | Пламен Сираков   |
| Ботко, шофьор                 | Кирил Варийски   |
| Рашо Кита, монтьор            | Милко Желязков   |
| Гого Графа, шофьор            | Антон Радичев    |
| Бръмбаров, началник на базата | Георги Стоянов   |
| Стоил, шофьор                 | Веселин Вълков   |
| Петър Киров - Прилепа, шофьор | Иван Цветарски   |
| новия                         | Румен Иванов     |
| Белев, пазачът доносник       | Димитър Георгиев |
|                               | В епизодите      |
|                               | Анна Хлебарова   |
| лаборантката                  | Боряна Пунчева   |
|                               | Зоя Стоянова     |